# Comité central révolutionnaire bulgare
 (mars 2023).
Si vous disposez d'ouvrages ou d'articles de référence ou si vous connaissez des sites web de qualité traitant du thème abordé ici, merci de compléter l'article en donnant les références utiles à sa vérifiabilité et en les liant à la section « Notes et références ».

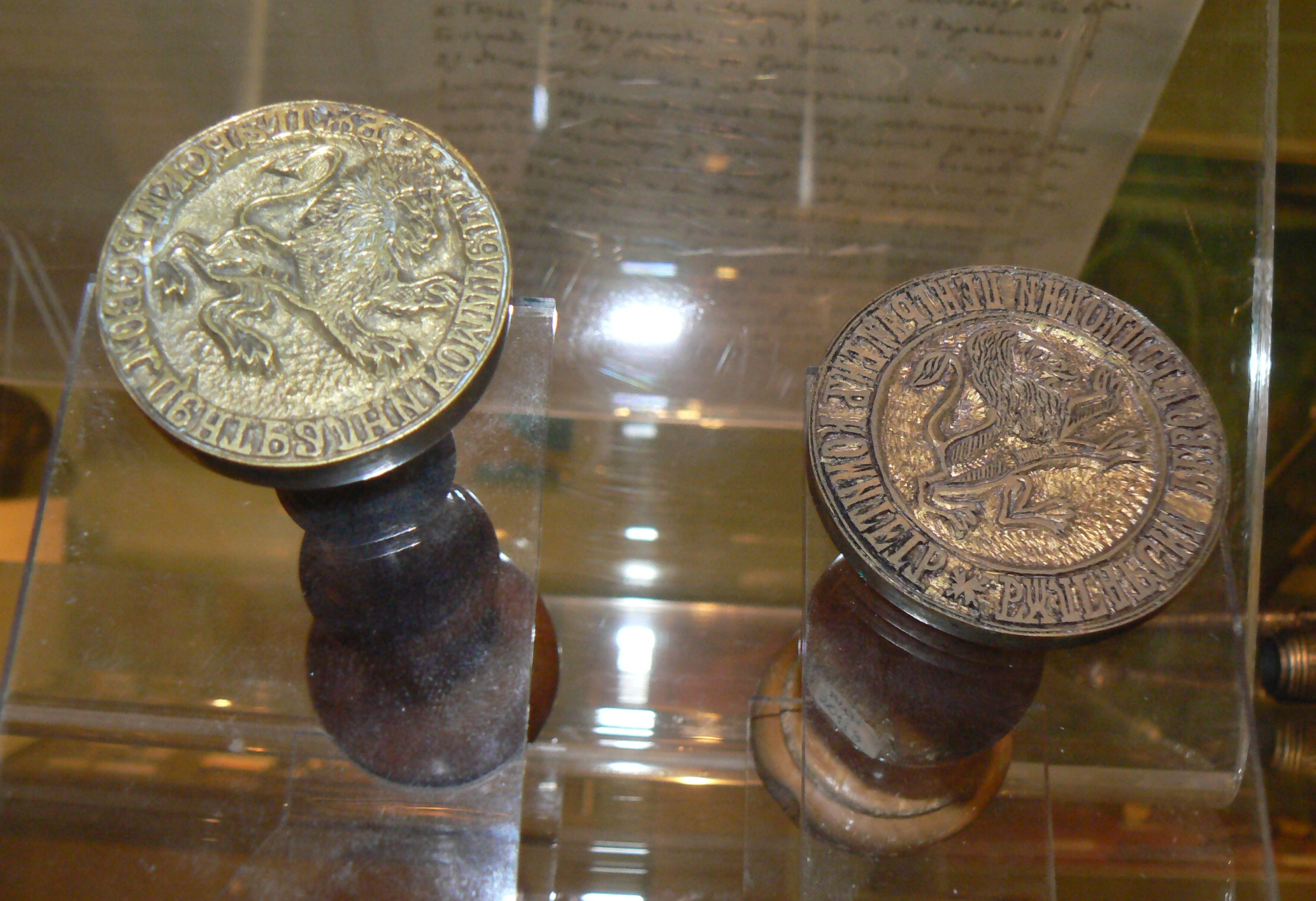
Sceaux du CCRB des années 1870 (copies).

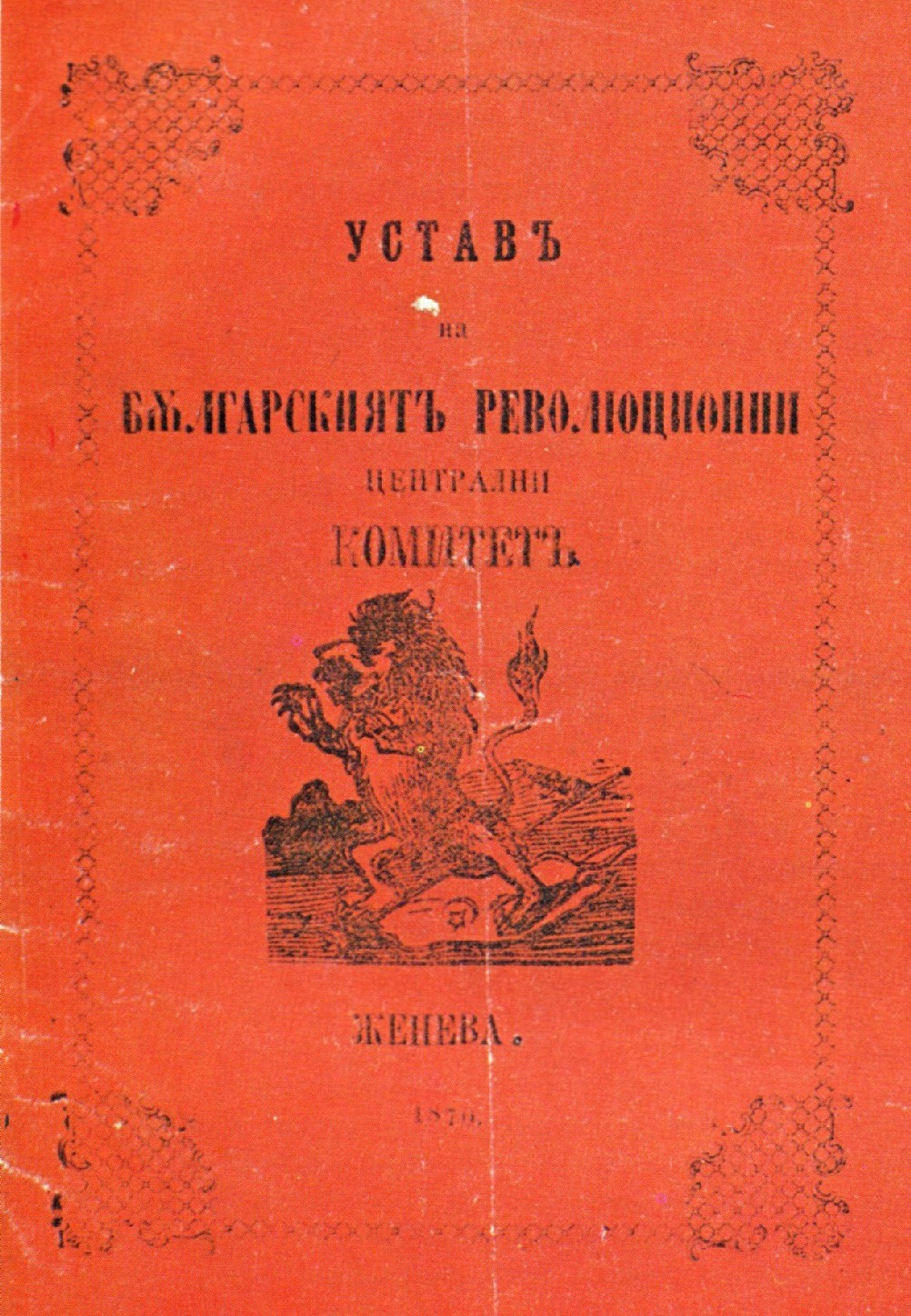
Statut du CCRB, 1870.

Le Comité central révolutionnaire bulgare est la structure centrale du mouvement national-révolutionnaire bulgare, fondée en 1869 en Roumanie, avec l'objectif de reprendre les idées révolutionnaires et de contribuer à la préparation idéologique et politique de la révolution nationale bulgare.